# Nikon D5
A Nikon D5 egy 20,8-megapixeles FX-formátumú, F-bajonnettes digitális tükörreflexes fényképezőgép, amelyet a Nikon 2016. január 6-án jelentett be. A D5 a Nikon legmagasabb kategóriájú professzionális DSLR-kínálatában elődjét, a Nikon D4S-t váltja le. Elődjéhez képest számos újdonságot kapott: új képérzékelőt, új képfeldolgozó processzort, jobb ergonómiát és nagyobb ISO tartományt. Ezen túl jobb autofókusz (AF) mód is került bele. 2017. február 23-án, a Nikon 100. évfordulóján a D5 egy limitált változata jelent meg.
2020. február 12-én utódja, a Nikon D6 váltotta le.

## Újdonságok

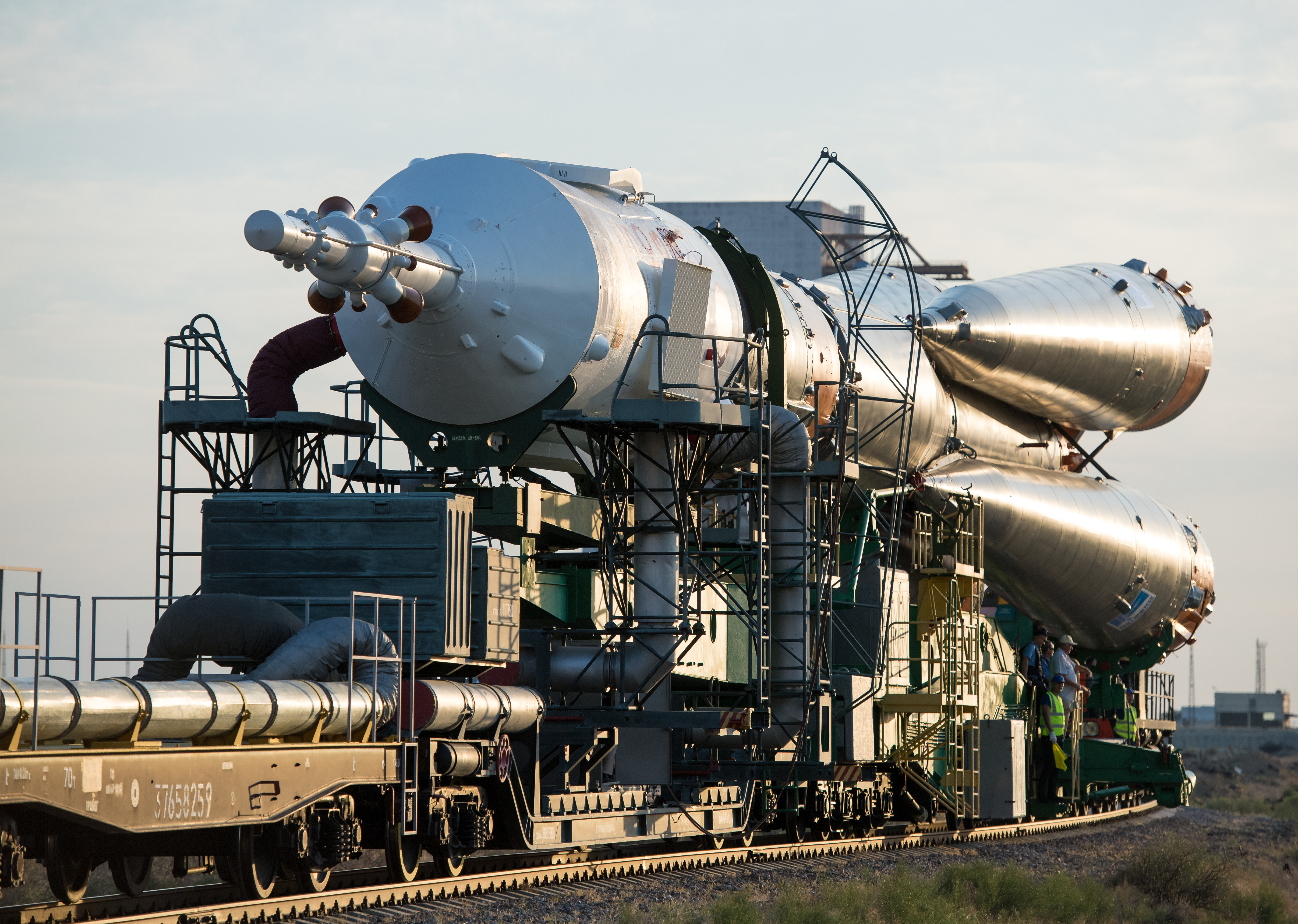
Nikon D5-tel készült fénykép

Nagyban megegyezik a Nikon D4S-sel, a következő különbségekkel és újdonságokkal:
- Újratervezett 20,8 megapixeles képérzékelő kisebb zajjal
- Nikon Expeed 5 képfeldolgozó processzor
- Nagyobb ISO tartomány: 100–102 400 (boost: 50–3 280 000)
- 4K (3840 × 2160) 30p videófelvétel, tömörítetlen videókimenet HDMI-n
- Jobb autófókusz és tárgykövetési algoritmusok
- Gyorsabb sorozatfelvétel: 12 kép/mp teljes autofókusszal (AF)
- Hátsó LCD érintőképernyő

2016. júniusában egy firmware-frissítés a következő javításokat hozta:
- A maximum videófelvétel-hossz 29 perc 59 másodperc minden felbontásban (4K-t beleértve)
- Elektronikus rezgéscsökkentés (vibration reduction) videófelvétel közben
- Új 9-pontos dinamikus autófókusz és a lámpák villogását (flicker) csökkentő módok képfelvételhez